# Макароне (Мачерата)
Макароне (итал. Maccarone) насеље је у Италији у округу Мачерата, региону Марке.
Према процени из 2011. у насељу је живело 21 становника. Насеље се налази на надморској висини од 427 м.